# Kjerstad
Kjerstad est une localité du comté de Nordland, en Norvège.

## Géographie
Administrativement, Kjerstad fait partie de la kommune de Tjeldsund.